# Rod (prvobitna zajednica)
Rod ili klan je prvo ljudsko društvo. Nastao je s pojavom proizvodnih snaga, a razvio se iz horde. Osim prirodne, pojavljuje se i društvena podjela rada. To znači da se pojedinci specijaliziraju za obavljanje određenih poslova. Tijekom daljnjeg razvitka, u ljudskom društvu sve veću ulogu počinju imati društveni i tehnički faktori (prvenstveno faktor proizvodnje), a ne više biološki elementi prilagođavanja i borbe za opstanak. Čovjek se organizira u grupe u kojima obavlja sve društvene djelatnosti. Grupe definiramo kao skup ljudi koji su povezani obavljanjem određenih društvenih djelatnosti radi zadovoljenja svojih potreba. Iz roda se razvilo pleme. Javlja se u starom vijeku.